# كيت برايس (موسيقية)
كيت برايس (بالإنجليزية: Kate Price)‏ هي موسيقية ومغنية أمريكية، ولدت في 1971 في سولت ليك في الولايات المتحدة.

## وصلات خارجية
- الموقع الرسمي
- كيت برايس على موقع ميوزك برينز (الإنجليزية)
- كيت برايس على موقع ديسكوغز (الإنجليزية)